# Ćwiczenie zgrywające
Ćwiczenia zgrywające – odmiana ćwiczeń z wojskami, w toku których realizowany jest jako główny cel – zgrywanie wojsk (dowództwa, sztabu i wojsk) w realizacji zadań taktycznych i operacyjnych na polu walki.

## Formy ćwiczeń zgrywających
Ćwiczenia zgrywające stanowią końcowy etap przygotowania do bardziej skomplikowanych ćwiczeń wojskowych. Mogą być prowadzone jako:
- ćwiczenia szkieletowe
- musztra bojowa
- jednostronne ćwiczenia taktyczne  z wojskami